# Paulina Gálvez (modella)
Paulina Margarita Gálvez Pineda (San Salvador, 23 aprile 1980) è una modella colombiana incoronata Miss International 1999.
È stata la seconda rappresentante della Colombia ad ottenere il titolo, dopo Stella Márquez incoronata nel 1960. La Gálvez vinse anche il titolo di Miss Photogenic.